# Istituto editoriale italiano
L'Istituto editoriale italiano (IEI) è stato una casa editrice italiana fondata nel 1911 a Milano da Umberto Notari.
Il suo emblema iniziale fu una scala con (ma anche senza) il motto Costruire.
Dal 1915 al 1920 pubblicò la Storia della Guerra mondiale di Vico Mantegazza, in 10 volumi, e dal 1916 al 1919 la Storia della Grande Guerra d'Italia di Isidoro Reggio, in 24 volumi. Nel 1927 nella «Collezione notariana» Tutto Machiavelli, in 12 volumi. Senza data le Opere di Notari, in 7 volumi.
Senza data ma tra il 1913 e il 1915 pubblicò la collana «Biblioteca dei ragazzi», in 40 volumi illustrati, in tela satinata. Dal 1916 al 1920 circa la «Raccolta di breviari intellettuali», in centinaia di volumetti di piccolo formato, in brossura o in pelle.
Insieme con l'altra casa editrice dello stesso fondatore, la Società anonima Notari, dal 1928 al 1934 pubblicò la «Collezione Romana», diretta da Ettore Romagnoli, collana di classici latini con testo originale e traduzione italiana a fronte, in 100 volumi, in brossura o in tela nera.
Nel secondo dopoguerra, a differenza della Società anonima Notari, sopravvisse all'epurazione e alla morte del suo fondatore, rilanciandosi con una collana di assoluto prestigio, i «Classici greci e latini», una serie di autori in edizione critica con a fronte la traduzione italiana in prosa affidata a specialisti di alto livello. Pubblicò inoltre: la rivista filosofica Il pensiero critico, dal sottotitolo Problemi del nostro tempo, periodico trimestrale diretto da Remo Cantoni (dall'ottobre 1959 al dicembre 1962); la Storia del costume in Italia di Rosita Levi Pisetzky, in 5 volumi (1964-69), e il fortunato Dizionario dei sinonimi e dei contrari analogico e nomenclatore di Aldo Gabrielli.
Interruppe le pubblicazioni intorno alla metà degli anni Settanta, per poi riprenderle nel 1982 con la denominazione di "Nuovo istituto editoriale italiano" sino al 1984, quando chiuse definitivamente.

## Collane
Le  collane dell'Istituto editoriale italiano erano le seguenti:
- «Classici italiani»
- «Collezione Romana»
- «I libri divertenti»
- «Gli immortali»
- «Biblioteca dei santi»
- «Raccolta di breviari intellettuali»
- «Raccolta nazionale delle musiche italiane», serie I, «Le musiche antiche»
- «Biblioteca teatrale»
- «Biblioteca dei ragazzi»
- «Collezione notariana»
- «Classici greci e latini»
- Biblioteca di Gastronomia